# Fraunhofer-Zentrum für Internationales Management und Wissensökonomie
Das Fraunhofer-Zentrum für Internationales Management und Wissensökonomie IMW war eine außeruniversitäre Forschungseinrichtung der Fraunhofer-Gesellschaft und mit Sitz in Leipzig. Die Forschungsaktivitäten sind der angewandten Forschung und Entwicklung in den Fächern Wirtschafts-, Politik- und Sozialwissenschaften zuzuordnen. Das Zentrum wurde 2006 gegründet. Das Institut war aus der Neupositionierung des Fraunhofer-Zentrum für Mittel- und Osteuropa hervorgegangen. Im April 2024 wurde bekannt, dass das IMW aufgelöst werden soll. Am 31. März 2025 wurde es als eigenständiges Institut der Fraunhofer-Gesellschaft geschlossen.

## Geschichte
Das Fraunhofer-Zentrum hatte seinen Fokus seit seiner Gründung 2006 zunächst auf Mittel- und Osteuropa gelegt. Im Zuge der strategischen Neuausrichtung im Jahr 2015 erweiterte das Institut seine Forschungsaktivitäten auf andere und weitere Regionen in der Welt und heißt seit dieser Umbenennung Fraunhofer-Zentrum für Internationales Management und Wissensökonomie. Wenige Jahre später ergänzte das Center for Economics and Management of Technologies CEM ergänzte das Portfolio des Leipziger Institutes als dessen Außenstelle in Halle (Saale) mit werkstoffwissenschaftlicher und technoökonomischer Expertise. Der Übergang in das Fraunhofer IMW erfolgte zum 1. Januar 2020, wodurch das Institut neben dem Standort im Freistaat Sachsen auch in Sachsen-Anhalt vertreten war.
2024 entschied die Fraunhofer-Gesellschaft, das IMW März 2025 aufzulösen, da es dem IMW „im Rahmen des Fraunhofer-Forschungportfolios und der internen Finanzierungstruktur nicht gelungen sei, nachhaltig erfolgreich zu agieren“. Die verbleibenden Abteilungen „Wissens- und Technologietransfer“ sowie „Regionale Transformation und Innovationspolitik“ werden seit Anfang 2025 als Außenstelle des Karlsruher Fraunhofer-Institut für System- und Innovationsforschung ISI in Leipzig weiter geführt. Die Außenstelle Center for Economics and Management of Technologies CEM in Halle (Saale) wurde im Januar 2025 in Fraunhofer-Institut für Keramische Technologien und Systeme IKTS in Dresden integriert.

## Forschungsschwerpunkte
Das Institut fokussierte sich auf Fragestellungen zur Internationalisierung von Forschung, Entwicklung und Innovation. Entscheidende Trends aus Sicht des Fraunhofer IMW waren dabei insbesondere die weltweite Entwicklung zur Wissensgesellschaft (knowledge economy), die globale Verschiebung bei der Generierung von Wertschöpfung (value creation) und die zunehmende Einsicht in die Notwendigkeit, nachhaltige Entwicklung regional und weltweit voranzutreiben (sustainable development). Das Leipziger Fraunhofer-Institut unterstützte seine Auftraggeber und Kunden aus Wirtschaft, Wissenschaft und Politik dabei, die mit diesen Trends verbundenen Herausforderungen erfolgreich zu meistern.

## Abteilungen
Das Fraunhofer-Zentrum bestand aus vier Abteilungen, die sich aus den Forschungsschwerpunkten des Zentrums ergeben: „Unternehmensentwicklung im internationalen Wettbewerb“, „Wissens und Technologietransfer“, „Regionale Transformation und Innovationspolitik“ und „Technologieökonomik und -management“.

## Infrastruktur
Das Institut wurde seit Februar 2008 bis zur Teilbetriebsschließung und Auflösung der Eigenständigkeit im März 2025 von Prof. Dr. Thorsten Posselt geleitet. Er ist zugleich Inhaber des Lehrstuhls für Innovationsmanagement und Innovationsökonomik an der wirtschaftswissenschaftlichen Fakultät der Universität Leipzig. Das Institut beschäftigte knapp 130 Mitarbeitende (Stand 2022), die von etwa 100 wissenschaftlichen Hilfskräften unterstützt wurden.